# Giorgio de Chirico
Joseph Maria Albertus Georgius de Chirico (Volos, Grècia, 10 de juliol de 1888 – Roma, Itàlia, 20 de novembre de 1978) fou un pintor, escultor i escenògraf italià.

## Biografia
Giorgio de Chirico va néixer a Volo, una ciutat de Tessàlia a Grècia, de pares italians pertanyents a la noblesa. El seu pare Evaristo (fill del baró palermès Giorgio Filigone de Chirico) era un enginyer de ferrocarrils que va ser un dels principals constructors de la primera xarxa ferroviària a Bulgària i a Grècia. La seva mare era la baronessa d'origen genovès Gemma Cervetto. Ambdós progenitors van néixer a Constantinoble. El 1891 va morir la seva germana gran Adelaida i va néixer a Atenes el seu germà Andrea Alberto, que va prendre el pseudònim d'Alberto Savinio a partir de 1914 per la seva activitat com a músic, home de lletres i pintor. Durant els primers disset anys de la seva vida, de Chirico va viure a Grècia entre Volo i Atenes, i va aprendre el grec modern.
Va començar els estudis universitaris de dibuix i pintura al Politècnic d'Atenes (1900-1906), on va fer amistat, entre d'altres estudiants, amb el futur arquitecte Dimitris Pikionis. Va rebre les primeres classes de dibuix del pintor grec Mavardius, més tard de Carlo Barbieri i de Jules-Louis Gilléron (especialitzat en pintar ruïnes antigues).
Al tornar a Atenes, de Chirico assisteix al Liceu d'Atenes i poc després, torna a professors particulars.
Al 1900 pinta el seu primer quadre, una natura morta amb llimones.
Chirico s'inscriu en el politècnic d'Atenes on assisteix a classe entre el 1903 i 1906. Allà farà amistat amb tres joves artistes: Stravors Kanzikis, Dimitros Pikonis i Giorgio Bousianis. Al 1905 mor el seu pare.
Chirico assisteix a la acadèmia de Belles Arts a la classe de Gabriel Ritter von Hackl, i llegeix l'obra de Nietzsche, Schopenhauer i Weininger.
Al 1910 a Florència, queda impressionat per l'arquitectura de Brunelleschi i pinta el seu primer quadre metafísic "L'Énigme d'un après-midi d'automne".
Al octubre de 1912, participa per primera vegada en una exposició del Salon d'Automne en el Grand Palais i al març del 1913 exposa en el Saló des Indépendants.
El 1944 es va traslladar a Roma, a la Piazza di Spagna, on també tenia el seu taller. Als anys seixanta va treballar al seu estudi Massimiliano Fuksas.
Al 1976 rep un important reconeixement com és la Cruz de Gran Oficial de la República Federal Alemana.
Va morir a Roma el 20 de novembre de 1978 al final d'una llarga malaltia. Uns mesos abans, s'havia celebrat al Capitoli el seu norantè aniversari. Des del 1992 la seva tomba es troba a la Capella de Giorgio De Chirico de l'església de San Francesco a Ripa, a Roma. Aquí també s'hi troba la tomba del venerable Antonino Natoli da Patti, del qual el pintor era devot i benefactor de l’Orde dels Frares Menors. A la capella hi són exposades tres obres donades per la vídua Isabella Pakszwer (també coneguda com a escriptora Isabella Far): un Autoretrat; Retrat de la seva dona Isa (La dama velada); i la Caiguda de Crist (o Pujada al Calvari). La Caiguda és un llenç de grans proporcions, de 185 x 160 cm, que es pot considerar l’obra sacra més important de De Chirico. Representa una de les caigudes de Jesús del Via Crucis al Calvari, però a la part inferior dreta de l'espectador, en primer pla, està pintat Sant Francesc d’Assís. De Chirico sabia bé que Sant Francesc no podia estar present al Calvari de Jesús, però volia inserir-lo a la imatge perquè va veure en ell el sant que més plora la passió del seu Senyor, com el primer sant estigmatitzat del història de l’Església, un tema que ja va tractar l'artista flamenc Jan van Eyck a l'Estigmatització de Sant Francesc (1428–1432).
Al 1998, amb motiu del vigèsim aniversari de la mort de l'artista, s'inaugura a Roma, a la seva casa de Piazza di Spagna, el Museu de Chirico.

## Evolució pictòrica
De Chirico va ser tan estimat com odiat en la primera meitat del segle xx. André Breton el va considerar com un dels precursors del surrealisme gràcies a les estranyes atmosferes i rerefons oníric dels seus paisatges, però el 1918 el va declarar mort en voltar de Chirico la mirada cap a l'art del Renaixement. Un canvi que no ha estat valorat fins als anys seixanta, quan va començar l'apreciació global de la seva carrera. El 1924 i 1932 va participar en la Biennal de Venècia i el 1935 a Quadriennal de Arte Nacional en Roma.
Per poder comprendre l'evolució en l'obra de De Chirico cal no oblidar dues qüestions: sempre va estar en contacte amb l'antiguitat i l'art italià clàssic; i la seva visió intel·lectual i filosòfica de l'art. Educat en un periple de ciutats europees, de Chirico comença primer a dibuixar les escultures clàssiques d'Atenes, i després queda impressionat per les arquitectures i museus de Florència, Milà, Venècia i Ferrara, Múnic i París. Al costat del seu germà, el músic i filòsof Alberto Savinio, descobreix les idees de Nietzsche, Schopenhauer i Weininger, cosa que suposarà l'aparició de noves preocupacions teòriques i la recerca d'un llenguatge artístic diferent al seu treball. Durant deu anys, del 1910 al 1920, fundà l'escola metafísica, al costat de Carrá, Savinio i Morandi.
La seva pintura reflecteix l'interior de la ment humana, una realitat que existeix, però que és impossible de captar pels nostres sentits. Un món misteriós, ple d'enigmes i amb objectes que semblen vagar i s'associen estranyament, en un intent de dilucidar el seu significat psicològic. Va ser la primera gran revelació artística després de la Primera Guerra Mundial. Rebé suport del seu amic Guillaume Apollinaire i fou admirat pels surrealistes i la nova objectivitat alemanya. Les teles d'aquests anys seran una referència obligada per als artistes del segle xx. Però cal no oblidar que les atmosferes pesades, l'aïllament de les figures i les perspectives interminables són fruit d'un profund estudi de Piero della Francesca, Paolo Uccello i dels mestres quatrecentistes; ni tampoc que el seu art era un estudi de la psique i una mena de redempció mitjançant l'expressió artística.
A partir dels anys vint, lligat ara a Valori Plastici i ideològicament al feixisme, les propietats salvadores venen de la mà d'un propugnat "retorn a l'ordre". De Chirico, i gran part dels artistes italians de l'època, copien els clàssics renaixentistes, com exemple de l'art més pur, nacional i perfecte.
Publicarà el 1920 dos dels seus escrits teòrics, Sobre l'art metafísic i La tornada a l'ofici, ambdós anunciant aquesta nova postura. Fins a la seva mort, a la fi dels setanta, va seguir reelaborant les seves sèries de banyistes i cavalls amb maneres de Delacroix, Watteau i Ingres, i també van seguir presents les seves places buides, arcs, finestres i estranys maniquins, que no són altra cosa que la recerca d'una modernitat mitjançant la relectura de les arrels clàssiques.

## Decadència de la pintura
En el llibre Memorias de mi Vida Chirico fa una crítica sobre l'art modern i defensa un retorn al clàssic. Considerava que l'art d'avantguarda suposava una decadència per a l'ofici i la tècnica de la pintura. Creia que l'avenç tecnològic havia fet que la creació dels materials per als pintors devalues el mèrit i l'ofici de pintor, i a més a més el considerava en decadència.
Chirico critíca les noves tendències i rebutja la seva obra com a part del surrealisme al qual se l'havia associat. Influenciat per l'obra de Nietzsche, Chirico situa el seu treball com una recerca personal de la veritat i la representació dels enigmes de l'existència.
Dècades posteriors a la seva etapa metafísica, Chirico comença una etapa de pintura tradicional defensant així els ideals clàssics considerant-ho una evolució coherent i una afirmació de necessitat de bellesa i tècnica en l'art.